# Маньманья
Маньманья (устар. Мань-Мань-Я) — река в России, протекает по Берёзовскому району Ханты-Мансийского АО. Устье реки находится в 121 км по правому берегу реки Волья. Длина реки составляет 43 км.

## Данные водного реестра
По данным государственного водного реестра России относится к Нижнеобскому бассейновому округу, водохозяйственный участок реки — Северная Сосьва, речной подбассейн реки — Северная Сосьва. Речной бассейн реки — (Нижняя) Обь от впадения Иртыша.
Код объекта в государственном водном реестре — 15020200112115300025151.